# داشیا
داشیا (انگلیسی: Daxia)، ظاهراً این نام در دوران باستان توسط چینی‌ها (مردم هان) به تخارستان: بخش اصلی باختر (بلخ)، در شمال افغانستان و بخش‌هایی از جنوب تاجیکستان و ازبکستان بود. نام «داشیا» برای اولین بار در گزارش‌های چینی از قرن سوم پیش از میلاد به‌عنوان پادشاهی در غرب دور - احتمالاً نتیجه اولین تماس‌ها با گسترش پادشاهی یونانی باختری - و سپس توسط کاشف ژانگ چیان در سال ۱۲۶ قبل از میلاد برای تعیین باختر (بلخ) استفاده شد.